# Queen

Logo-ul formației

Queen este o formație muzicală britanică de muzică rock activă în anii 1970, 1980 și începutul anilor 1990 formată din Freddie Mercury, Brian May și Roger Taylor, în 1970, din ceea ce rămăsese din formația Smile, cărora li s-a alăturat John Deacon completând structura formației în 1971.
Queen a devenit extrem de cunoscută și iubită în mijlocul anilor 1970, păstrând până astăzi o remarcabilă bază internațională de suporteri.  Deși a fost inițial puternic criticată, mai apoi  ignorată, în special de criticii de specialitate, și mai ales în Statele Unite ale Americii, formația Queen a fost ulterior larg apreciată și elogiată, recunoscându-i-se forța creatoare, inovativitatea și pionieratul într-o serie de subcurente ale genului muzical rock.
Queen a fost adesea citată ca exercitând o influență puternică asupra multor artiști de mai târziu.  A fost foarte târziu recunoscută „oficial”, în Statele Unite, doar în 2001, când formației i s-a acordat faima de a face parte din galeria dedicată celor mai buni artiști "rock'n'roll" din toate timpurile, Rock and Roll Hall of Fame, care se găsește în Cleveland, Ohio.
În 2004, cu ocazia alegerii formației și în instituția similară britanică, United Kingdom Music Hall of Fame s-a menționat video-ul promoțional al celor patru membri ai Queen, „Bohemian Rhapsody”, una din piesele lor cele mai celebre, ca fiind factorul declanșator al erei video (conform originalului din engleză, "[the] jump-starting [of] the video era".
Queen a fost, de asemenea, aleasă în RockWalk of Fame de la Guitar Center de pe Bulevardul Sunset din Hollywod, California și în Hollywood Walk of Fame.
Queen a avut de-a lungul timpului un total de 18 locuri întâi la categoria album, 17 locuri întâi la categoria single și 8 locuri întâi la categoria DVD.
După decesul lui Mercury din 1991 și retragerea lui Deacon din 1997, May și Taylor au continuat să cânte frecvent împreună folosind numele Queen. Între 2004 și 2009 au colaborat cu Paul Rodgers, sub numele de Queen + Paul Rodgers. După 2009 colaborează cu Adam Lambert, alături de care se află în turneul din 2014 și 2015. 

## Stil muzical
Formația Queen își trage influențele muzicale de la alți reprezentanți ai rockului britanic din acele timpuri, printre care The Beatles, Led Zeppelin, Pink Floyd, The Who, Black Sabbath, Slade, Deep Purple și David Bowie. De-a lungul timpului și a evoluției lor, ei au fost asociați cu o serie de genuri muzicale, printre care progressive rock, glam rock, hard rock, heavy metal, pop rock, psychedelic rock, blues rock și dance/disco. De asemenea, trupa a lansat cântece inspirate și din alte genuri care în mod tipic nu sunt asociate cu rockul, cum ar fi ragtime, opera, gospel, vodevil și folk.

### Influențe
Queen este recunoscută ca având contribuții semnificative în genuri muzicale precum hard rock, și heavy metal, dar și la pionieratul altele.
O serie de muzicieni au menționat formația Queen ca exercitând o limpede influență asupra lor, printre care Anthrax, Nirvana, Def Leppard, Dream Theater,
Extreme,
Trivium, Foo Fighters, Franz Ferdinand, George Michael,
Green Day,
Guns N' Roses, Iron Maiden, Journey, Kansas, Katy Perry, Keane,
Lady Gaga, Manic Street Preachers, Meat Loaf, Metallica,
Mika,
Muse, Mötley Crüe, My Chemical Romance, Panic at the Disco, Queensrÿche,
Van Halen, Radiohead, Robbie Williams,
Trent Reznor, Steve Vai, Sum 41, Styx, Midge Ure, The Flaming Lips,
The Killers, and The Smashing Pumpkins.
Queen a fost citată de către chitaristul suedez Yngwie Malmsteen ca fiind o influență majoră asupra genului "neo-classical metal". Metallica a înregistrat o versiune cover a piesei "Stone Cold Crazy" de Queen, care a apărut prima dată pe albumul din 1990 Rubáiyát: Elektra's 40th Anniversary, și pentru care a câștigat primul lor Premiu Grammy pentru cea mai bună performanță metal în 1991. La începutul anilor 1970, Queen a contribuit semnificativ la evoluția genului heavy metal eliminând mult din influența bluesului; ajutând adițional la apariția New Wave of British Heavy Metal, de asemenea ei au fuzionat genul cu o sensibilitate punk rock sporind accentul pe viteză.

## Componența originală
- John Deacon (născut 1951), a fost basistul grupului cântând la chitară bas și ritmică, respectiv la sintetizator. Deacon a fost singurul membru al formației care nu și-a adus nici o contribuție vocală pe nici unul din albume și ultimul care s-a alăturat grupului, în 1971. Deși a compus cele mai puține cântece ca membru individual, acestea au fost dintre cele mai iubite și cântate, Another One Bites The Dust, You're My Best Friend și I Want To Break Free. În recentul tur Queen plus Paul Rogers, Deacon a decis să nu participe.

- Brian May CBE (născut 1947), a fost liderul grupului cântând la chitară, pian, sintetizator și fiind, de asemenea, vocalist. Ocazional, când asigura armonii vocale de acoperire, May cânta la pian și sintetizator. Un număr de piese, așa cum ar fi '39, Sleeping On The Sidewalk, Good Company și She Makes Me îl au pe Brian May ca vocalist. Chitara pe care o folosește continuu din 1963, Red Special, a fost construită de May ajutat fiind de tatăl său.  Ceea ce este remarcabil la această chitară semi-acustică este sunetul ei foarte asemănător cu cel al unei vioare construită de oricare din lutierii italiani celebri. Aceste sunete înalte dar calde, se datoresc atât concepției de construcție a chitarei, cât și rezonanței deosebite a corpului acesteia sculptat manual dintr-o bucată masivă de mahon veche de cel puțin 200 de ani.

- Freddie Mercury (1946 - 1991) a fost omul cel mai vizibil al grupului, vocalistul prin excelență, dar și cel care a cântat foarte frecvent la pian și sintetizator și uneori chiar la chitară. Poziția sa mereu vizibilă de "frontman", dar și de "showman", a făcut ca remarcabilele sale calități de compozitor, textier și pianist să fie adesea subestimate, neglijate sau chiar uitate.  Mercury a scris majoritatea cântecelor de pe Greatest Hits. Mercury era, de asemenea, recunoscut pentru camaraderia și colegialitatea cu care ajuta întotdeauna colegii la scrirea și finisarea propriilor lor cântece. În calitate de cântăreț, Freddie Mercury avea o voce extraordinară, cu un timbru distinct și un excepțional registru vocal de 3 octave și jumătate, deseori patru, având o tehnică impecabilă de cântăreț de operă, putând ușor acoperi zona dintre un tenor și un bariton. Pentru perioade limitate de timp, Mercury putea cânta chiar în regim de soprană sau mezzosoprană.

- Roger Taylor (născut 1949) a fost bateristul formației Queen, cântând la baterie, percuție, sintetizator și fiind deseori vocalist.  Aidoma lui Brian May, Roger Taylor a fost întotdeauna vocalist de acoperire.  În anii 1970 a cântat frecvent ca lider vocalist, așa cum ar fi în cântecele I'm In Love With My Car, Fight From The Inside și Modern Times Rock 'n' Roll. De multe ori, suplinind bateria și percuția, Taylor cânta la chitară și chitară bas, în special interpretând propriile sale compoziții.

## Cronologie

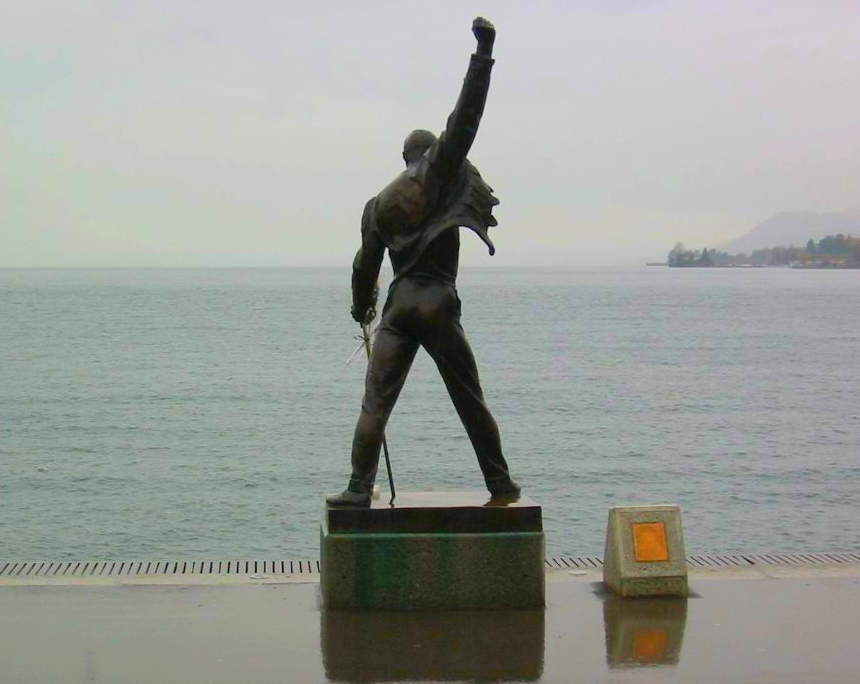
Statuia lui Freddie Mercury lângă Lacul Geneva în Montreux, Elveția

- 1968—Prima tentativă de a intra în lumea rock-ului, în formula – Brian May, Roger Taylor, Tim Staffell - a fost cu formația Smile.  Nu au înregistrat decât un singur single, la casa de discuri Mercury Records din Statele Unite ale Americii (nicio legătură cu Freddie Mercury), titlul acestui single fiind Earth.  Alte piese compuse de Smile: Polar Bear, April Lady, Step On Me, Blag, Doing All Right.  În aceeași perioadă, Freddie a cântat cu formațiile Ibex, Sour Milk Sea și Wreckage.

- 1970—Tim Staffel părăsește formatia, pentru a se alătura unei trupe pe care o credea de succes, numită Humpy Bong.  Mult mai importantă decât plecarea lui Staffel este evident cooptarea lui Freddie (care se numea, încă, Farrokh Bulsara), care redenumește formația Queen, motivând că i se pare un nume "regal și splendid".  Era desigur conștient de conotațiile "gay" ale numelui (a se vedea drag queen), spunea tot el, dar considera ca această interpretare era doar una din fațetele cuvântului.  În acelasi timp, Freddie și-a schimbat legal numele din Bulsara în Mercury, celebrând astfel nașterea unui nou star rock, flamboiant și imprevizibil, care avea sa facă istorie.

- 1971—John Deacon este admis în formație, după cei trei din Queen schimbaseră deja trei basiști (Mike Grose, Doug Bogie și Barry Mitchell).  În aceasta formulă, care urma să devină cea de succes, Queen înregistrează cinci demo-uri (Keep Yourself Alive, Liar, Great King Rat, Jesus și The Night Comes Down) în studiourile De Lane Lea din Londra.  Atunci, nimeni nu a fost însă interesat de piesele lor.

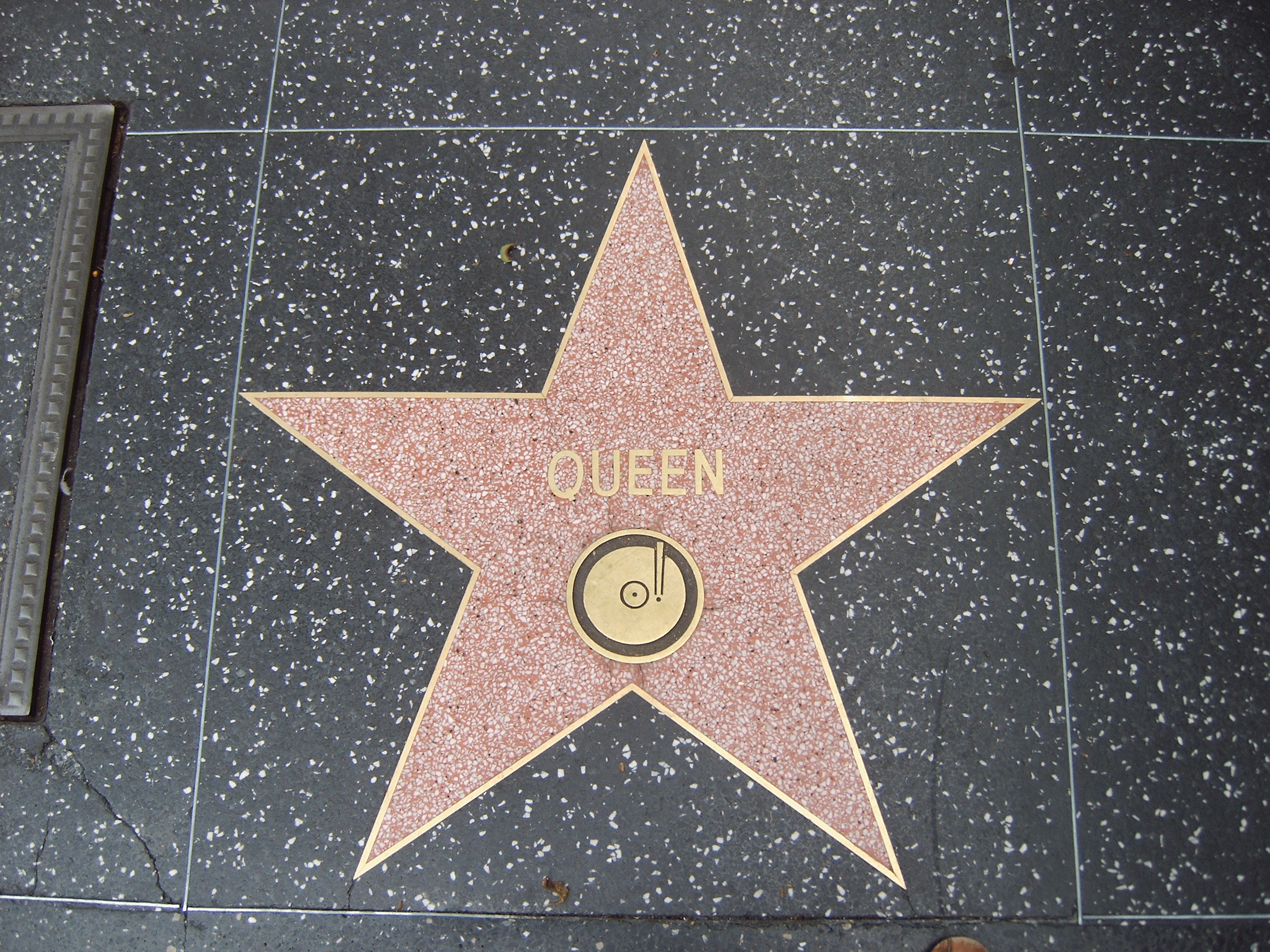
Steaua lui Queen de pe Hollywood Walk of Fame, aflată la 6358 Hollywood Blvd.

- 1973—Queen semnează un contract, după doi ani de așteptare, cu Trident Audio Productions și lucrează la înregistrarea primului lor album, Queen.  Albumul omonim este precedat de single-ul Keep Yourself Alive, care nu ajunge în topurile Radio One, pe motiv ca ar fi hippie.  Queen sunt atacați violent de presa britanică, care fiind total depășită de creativitatea, forța muzical novatoare și de deschiderea simultană a noi sub-curente rock (așa cum urma să fie total depășită mai târziu și presa muzicală de peste Ocean) nu înțelege nimic din amestecul scânteietor de hard, arena și glam rock creat de formație.  Totuși, cei patru înregistrează sub pseudonimul Larry Lurex and the Volers From Venus un single I Can Hear Music (coperta The Beach Boys) / Goin' Back (coperta Dusty Springfield), pentru a testa piața, și apoi lansează, pe 13 iulie, primul album.  Cu toată antipatia presei scrise, Queen beneficiază încă din acest an, pe 25 iulie, de o sesiune de inregistrari la BBC și de un fan club numai al lor.

- 1975 - Queen ocupă primul loc al topurilor britanice cu single-ul Bohemian Rhapsody, timp de 9 săptamâni consecutive!

- 1991, 24 noiembrie—Freddie Mercury se stinge din viață, considerat a fi parte esențială a legendei formației Queen.

- 1997—Basistul John Deacon părăsește trupa și lumea muzicală.

- 2005—Queen plănuiesc un nou turneu, avându-l ca invitat special pe Paul Rodgers, vocalistul de la Free și Bad Company.

## Membrii formației
Foști membri
- Freddie Mercury – vocal, pian, chitară ritmică, tamburină (1970–1991; his death)
- John Deacon – chitară bas, chitară ritmică, clape, back vocal, triangle (1971–1997)
- Brian May – chitară, clape, pian, vocal (1970–1997)
- Roger Taylor – baterie, chitară ritmică, percuție, vocal, tamburină (1970–1997)

Membri de turnee
- Morgan Fisher – clape, pian (1982)
- Fred Mandel – clape, pian (1982)
- Spike Edney – clape, pian, chitară ritmică, back vocal (1984–prezent)

Membri timpurii
- Mike Grose – bas (1970)
- Barry Mitchell – bas (1970–1971)
- Doug Ewood Bogie – bas (1971)

## Discografie

### Album de studio
- Queen (1973)
- Queen II (1974)
- Sheer Heart Attack (1974)
- A Night At The Opera (1975)
- A Day At The Races (1976)
- News of the World (1977)
- Jazz (1978)
- The Game (1980)
- Flash Gordon (1980)
- Hot Space (1982)
- The Works (1984)
- A Kind Of Magic (1986)
- The Miracle (1989)
- Innuendo (1991)
- Made In Heaven (1995)

### Album de Studio Queen + Paul Rodgers
- The Cosmos Rocks (2008)

### Albume live
- Live Killers (1979)
- Live Magic (1986)
- Live at Wembley '86 (1992)
- Queen On Fire - Live at the Bowl (2004)
- Return of the Champions (2005)
- Queen Rock Montreal (2007)
- Live Around the World (with Adam Lambert) (2020)

## Componență și studii
- Freddie Mercury – Ealing Art School  (Școala de Arte)
- Brian May – London Imperial College (Fizică)
- Roger Taylor – London Hospital School (Stomatologie)
- John Deacon – Chelsea College (Electronice)